# 湯の花

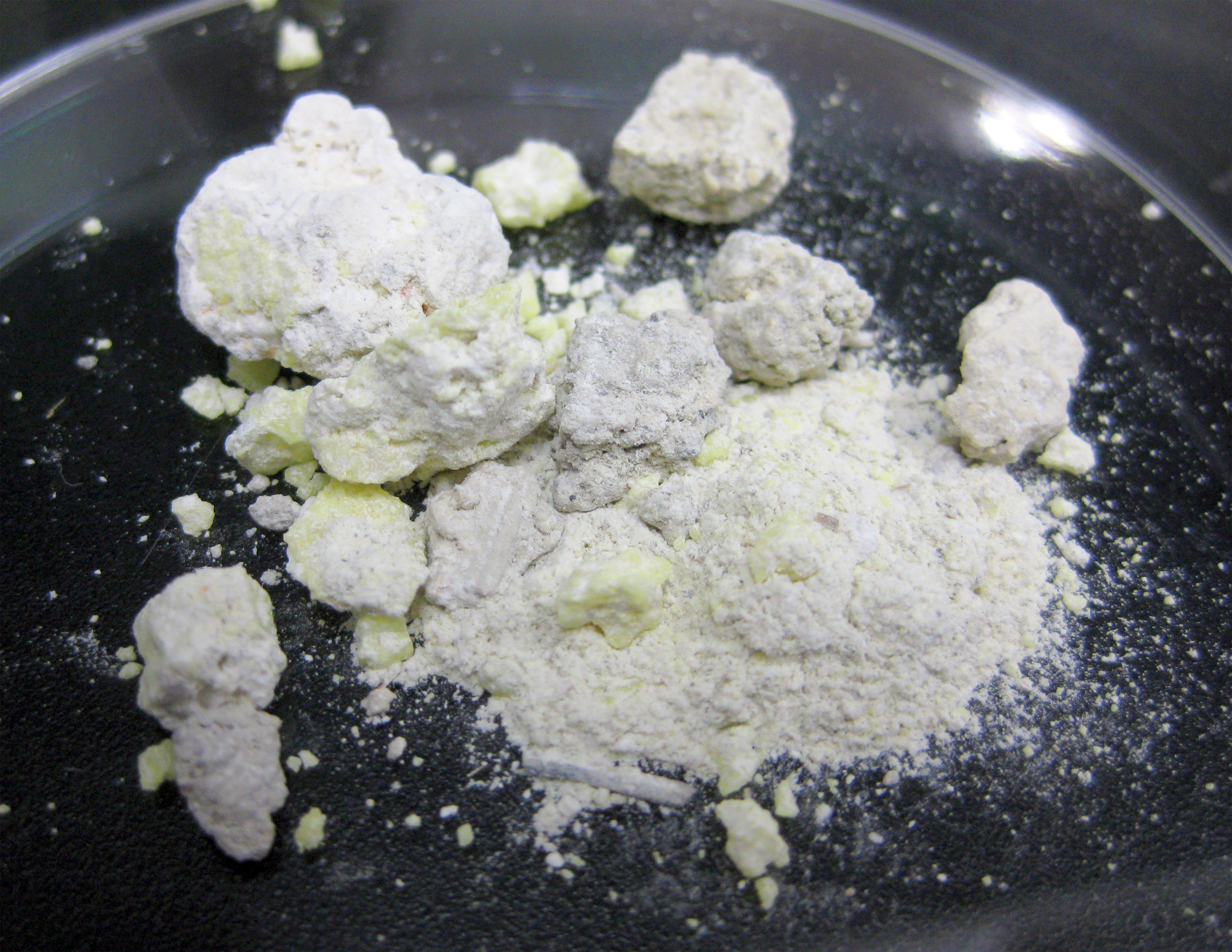
那須温泉郷殺生石近郊産の湯の花（源泉付近の含硫黄堆積物）。黄色い部分は硫黄の斑晶。

湯の花（ゆのはな）とは、温泉の不溶性成分が析出・沈殿したものを指す。「湯の花」以外にも、湯花、湯の華、湯華など、複数の表記がある。一般に入浴剤などの用途で採取・販売されている。

## 概要

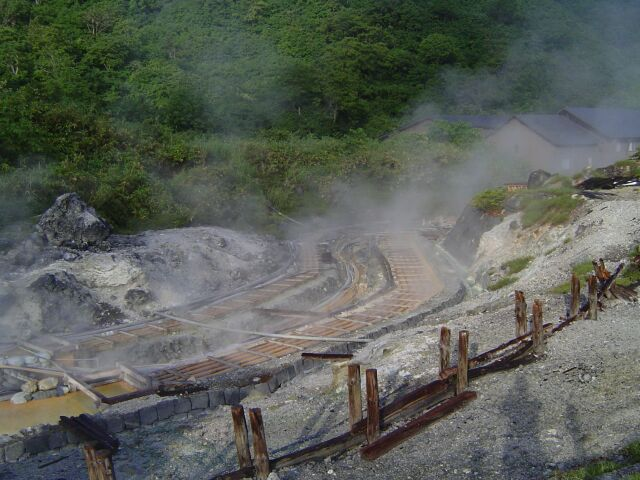
湯の花採取光景（湯畑）（玉川温泉）

高温で湧出した源泉が大気に接触すると、温度差による冷却（溶解度の減少）、溶媒成分の蒸発、酸素との反応などにより源泉中の温泉成分や混在していた物質の沈殿が発生する。この不溶性沈殿が湯の花である。析出物沈殿物は、粒子状になって浴槽の底に沈んだり、糸状になって浴槽内を漂ったり、浴槽の壁面や湯口に付着する。浴槽内を漂う湯の花は汚れと誤解されることもあるため、注意書きを掲示している温泉施設もある。
また、湯の花は、温泉地においては温泉成分の沈殿物のみならず、硫黄鉱山原石粉砕品、源泉湧出地の石粉砕品、噴煙等粘土かぶせ湯花（別府温泉・奥塩原温泉が有名）、蒸気が付着したものなど多数の可能性がある。
北海道にあるオンネトーのマンガンや、富山県にある新湯の玉滴石（オパール）など、湯の花が「生きている鉱床」となることがある。
湯の花を集めて包装したものは、温泉地における土産の定番として広く流通しており、多くの温泉街で見かけることができる。

## 成分
湯の花には硫黄、カルシウム、アルミニウム、鉄、珪素など様々な元素が含まれる。湯の花は源泉の泉質によって成分が異なり、主成分に応じて硫黄華、硫酸塩華、石灰華、珪華などに分類される。例えば高温強酸性の草津温泉では硫黄華、様々な泉質の別府温泉では硫黄華、硫酸塩華、珪華の3種類が得られる。

## 採取方法
天然の湯の花の採取にはいくつかの方法がある。

### 別府明礬温泉の湯の花

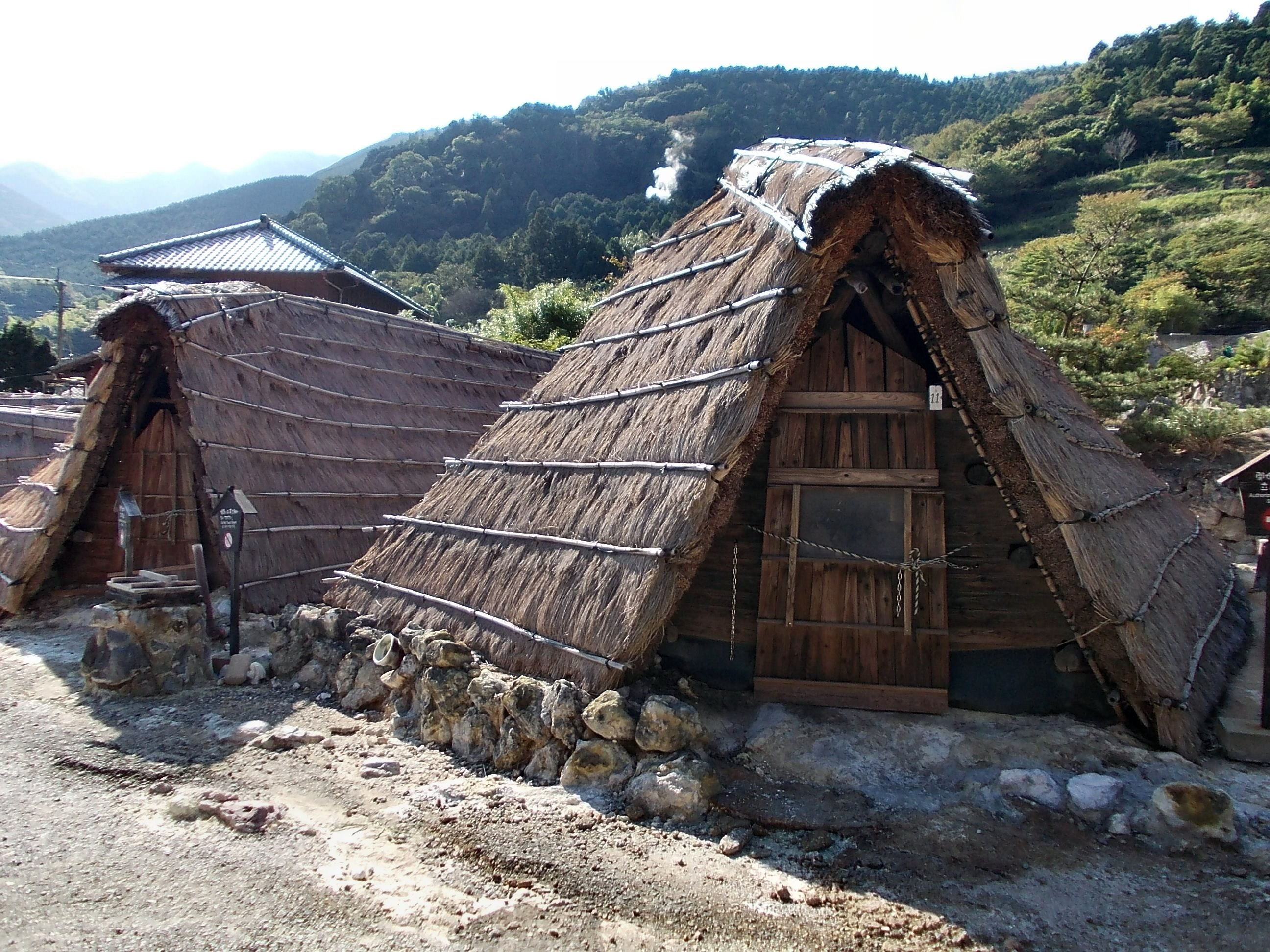
明礬温泉の湯の花小屋

大分県別府市の明礬温泉では、地熱地帯に「湯の花小屋」と呼ばれるわらぶき小屋を建て、小屋の中に青粘土を敷き詰め、粘土から析出し結晶化した湯の花やミョウバン（明礬）を収穫する方法が採られている。この方法により製造される薬用湯の花は、全国で唯一医薬部外品指定であり生産量も多く全国に広く流通している。

#### 湯の花の生成と採取
地熱地帯より噴出した硫気ガスは、硫化水素や二酸化硫黄を含んでいる。これらが酸素に触れると過酸化硫黄となり、さらに水蒸気と反応して硫酸となる。敷き詰められた青粘土の表面付近では硫酸の濃度が上昇し、それに伴って粘土中の鉄やアルミニウムが溶出されてくる。これがさらに乾燥すると、アルミニウム硫酸塩（アルノーゲン）や鉄・アルミニウム硫酸塩（ハロトリカイト）を主成分とする湯の花が針状結晶として得られる。
青粘土を敷いてから5-6回程度は湯の花が採取できる。粘土中の鉄が減ってくるとアルノーゲンの割合が増し、さらにアルミニウムも不足すると二酸化ケイ素の析出が優占するようになる。こうして用済みとなった青粘土は廃棄され、新たな粘土と交換される。

#### 歴史
この明礬の製造は、江戸時代の1664年（寛文4年）、渡辺五郎右衛門が森藩領の豊後国速見郡鶴見村の照湯にて初めて成功した。1725年（享保10年）には脇儀助が同じ鶴見村の明礬温泉にて本格的な生産をおこない、さらに隣接する幕府領野田村でも生産が行われ、産出量はこれを合わせると全国の70%を占めた。火薬の原料にもなる明礬は、1730年（享保15年）からは幕府の専売品として明礬会所が設けられ、独占的な取引がおこなわれていた。明治時代以降、中国産の安価な明礬が流通するようになると、専ら湯の花が製造されるようになった。
別府で長年受け継がれてきたこの伝統的な湯の花製造技術は、1968年（昭和43年）に「別府明礬温泉の湯の花製造技術」として別府市指定の無形文化財に指定され、2006年（平成18年）には同名で国の重要無形民俗文化財にも指定されている。

### 草津温泉の湯の花
もう一つは、草津温泉の湯畑のように木製の樋に源泉を通して行う方法である。およそ2ヶ月ほど源泉を樋に流し、湯の花を析出させる。その後源泉を樋ごとに堰き止め、湯の花を採取する。それを乾燥室で乾燥させ、乾燥後、容器に詰め商品とする。
草津温泉の人工湯の花は、元来、硫黄鉱山原石粉砕湯花（天然）と西の河原源泉むしろ沈殿乾燥計り売り湯花（天然）が由来である。水道水の普及により、購入者から「強すぎる」という声が多く出て、塩素を除去・弱化させる炭酸カルシウムで天然原料の時代から希釈して、皮膚弱者を守ってきた経緯がある。
「草津温泉誌」では草津温泉湯畑の湯の花が「湯花稼」として紹介され、近隣硫黄鉱山（白根・万座・石津・小串・吾妻など）で採集された硫黄が「硫黄稼」として紹介されている。硫黄鉱山は昭和40年代後半には近隣5鉱山とも姿を消して、脱硫精製化学硫黄に成分が変更された。業社は群馬県庁に人工化された新製品のサンプルを持参し、相談をしたが「法的に販売を禁止するべきものではない」という県側の見解を当時得た。しかし許認可権に関わる見解ではなかったので、この記録は群馬県庁には残っていない。
2006年末に、草津温泉地区で天然の湯の花（湯畑で採集されたもの）として販売されていた湯の花が、実際には原油から製造された硫黄に炭酸カルシウムを混ぜたものであったことが判明し、公正取引委員会から排除命令を受けた。しかしその後も、人工の入浴剤がパッケージを変更して販売されているのではないかという指摘がある。なお、2017年3月現在、草津町が販売している湯の花は、上面に赤字で「草津温泉 湯の花」と印字され、発売元が「群馬県草津町」と表示されている円柱状のプラスチック容器に入ったもの（内容量：95g・小売価格：1,400円）である。これは年間約5,000個ほどしか販売されていない。

## 利用
湯の花はその硫黄分を生かし、古くはハチの巣の下で燃やして蜂の巣・蜂の子採りに使われたり、モグラの穴にかけてモグラよけ、林業の毒虫よけなど忌避物質として利用された。他にも火薬や電柱の碍子の中身、ガラス研磨といった無機的な利用や、かんぴょうの漂白、漬物の味調整、治療薬などとしての利用法があった。
入浴剤として用いる場合、単体の硫黄や金属の硫化物を含む湯の花は風呂釜を傷める。対して、炭酸カルシウムや硫酸ナトリウム、硫酸カルシウムなどを主成分とする湯の花は腐食性が低い。そのため、ボイラーなどによる追い焚き機能を有した浴槽で湯の花を使いたい場合は、その成分を事前に確認する必要がある。

## 取り扱い上の注意
硫黄の含量が高く発火性が強い湯花は、20kg以上の保管・運搬において、都道府県火災予防条例で保管の方法に規制が設けられている。発火・炎上を避けるために、硫黄系天然湯の花を半乾燥の団子状態で販売する例もある（栃木県那須湯元温泉など）。また発火性・引火性が強い湯花は、消防法の規定により、100kg以上の保管・運搬において、政府の法令の規定を受ける。